# دم سقاوة عزيز (مارغون)
دم سقاوة عزیز (بالفارسية: دم سقاوه عزیز) هي قرية تقع في إيران في قسم مارغون الريفي. يقدر عدد سكانها بـ 62 نسمة بحسب إحصاء 2016.